# Sonu Sood
Sonu Sood (Moga, Punyab, 30 de julio de 1973) es un actor, modelo y productor de cine indio que actúa predominantemente en películas hindi, telugu y tamil, aunque ha aparecido en algunas películas en canarés y panyabí.

## Carrera
En 2009, Sood recibió el Premio Nandi al Mejor Villano y el Premio Filmfare al Mejor Actor de Reparto por su trabajo en la exitosa película telugu Arundhati. En 2010 obtuvo el Premio Apsara al Mejor Actor y el Premio IIFA al Mejor Desempeño por la taquillera de Bollywood Dabangg. Es reconocido por papeles en películas de éxito como Yuva (2004), Athadu (2005), Aashiq Banaya Aapne (2005), Jodhaa Akbar (2008), Dookudu (2011) y Shootout at Wadala (2013).
En julio de 2016, creó la productora Shakti Sagar Productions, que lleva el nombre de su padre, Shakti Sagar Sood. En septiembre de 2020, Sood fue elegido para el ‛SDG Special Humanitarian Action Award' por el Programa de las Naciones Unidas para el Desarrollo (PNUD) por su labor humanitaria durante la pandemia de COVID-19.
En junio de 2022, lanzó su aplicación para redes sociales llamada Explurger.

## Filmografía
| Año  | Título                                         | Papel                 | Idioma   |
| ---- | ---------------------------------------------- | --------------------- | -------- |
| 1999 | Kallazhagar                                    | Soumya Narayanan      | Tamil    |
| 1999 | Nenjinile                                      | Gángster              | Tamil    |
| 2000 | Hands Up!                                      | Tuglak                | Telugu   |
| 2000 | Sandhitha Velai                                | Sandeep               | Tamil    |
| 2001 | Majunu                                         | Hermano de Heena      | Tamil    |
| 2002 | Shaheed-E-Azam                                 | Bhagat Singh          | Hindi    |
| 2002 | Zindagi Khoobsurat Hai                         | Muraad                | Hindi    |
| 2002 | Raja                                           | Bhavani               | Tamil    |
| 2003 | Ammayilu Abbayilu                              | Rakesh                | Telugu   |
| 2003 | Kovilpatti Veeralakshmi                        | Rajiv Mathur          | Tamil    |
| 2003 | Kahan Ho Tum                                   | Karan                 | Hindi    |
| 2004 | Netaji Subhas Chandra Bose: The Forgotten Hero | Shah Nawaz Khan       | Hindi    |
| 2004 | Mission Mumbai                                 | Rajeev Singh          | Hindi    |
| 2004 | Yuva                                           | Gopal Singh           | Hindi    |
| 2005 | Sheesha                                        | Raj                   | Hindi    |
| 2005 | Chandramukhi                                   | Oomayan               | Tamil    |
| 2005 | Super                                          | Sonu                  | Telugu   |
| 2005 | Athadu                                         | Malli                 | Telugu   |
| 2005 | Aashiq Banaya Aapne                            | Karan Oberoi          | Hindi    |
| 2005 | Siskiyaan                                      | Dr. Vishwas           | Hindi    |
| 2005 | Divorce: Not Between Husband and Wife          | Siddharth Joshi       | Hindi    |
| 2006 | Ashok                                          | K K                   | Telugu   |
| 2006 | Rockin' Meera                                  | Príncipe              | Inglés   |
| 2008 | Jodhaa Akbar                                   | Sujamal               | Hindi    |
| 2008 | Mr Medhavi                                     | Siddharth             | Telugu   |
| 2008 | Singh Is Kinng                                 | Lakhan Singh          | Hindi    |
| 2008 | Ek Vivah Aisa Bhi                              | Prem Ajmera           | Hindi    |
| 2009 | Arundhati                                      | Pasupathi             | Telugu   |
| 2009 | Dhoondte Reh Jaaoge                            | Aryan                 | Hindi    |
| 2009 | Anjaneyulu                                     | Bada                  | Telugu   |
| 2009 | Bangaru Babu                                   | Rajendra              | Telugu   |
| 2009 | Ek Niranjan                                    | Johnny Bhai           | Telugu   |
| 2009 | City of Life                                   | Basu/Peter Patel      | Hindi    |
| 2010 | Dabangg                                        | Chhedi Singh          | Hindi    |
| 2011 | Shakti                                         | Mukthar               | Telugu   |
| 2011 | Theenmaar                                      | Sudhir                | Telugu   |
| 2011 | Bbuddah... Hoga Tera Baap                      | Karan Malhotra        | Hindi    |
| 2011 | Kandireega                                     | Bhavani               | Telugu   |
| 2011 | Dookudu                                        | Nayak                 | Telugu   |
| 2011 | Vishnuvardhana                                 | Adhishesha            | Canarés  |
| 2011 | Osthe                                          | Daniel                | Tamil    |
| 2012 | Maximum                                        | Pratap Pandit         | Hindi    |
| 2012 | Uu Kodathara? Ulikki Padathara?                | Phanindra Bhupathi    | Telugu   |
| 2012 | Julai                                          | Bittu                 | Telugu   |
| 2012 | Madha Gaja Raja                                |                       | Tamil    |
| 2013 | Shootout at Wadala                             | Dilawar Imtiaz Haksar | Hindi    |
| 2013 | Ramaiya Vastavaiya                             | Raghuveer             | Hindi    |
| 2013 | Bhai                                           | James                 | Telugu   |
| 2013 | R... Rajkumar                                  | Shivraj Gurjar        | Hindi    |
| 2014 | Entertainment                                  | Arjun                 | Hindi    |
| 2014 | Aagadu                                         | Damodar               | Telugu   |
| 2014 | Happy New Year                                 | Jagmohan Prakash      | Hindi    |
| 2016 | Saagasam                                       | Bittu                 | Tamil    |
| 2016 | Xuanzang                                       | Harsha                | Mandarín |
| 2016 | Ishq Positive                                  | Él mismo              | Urdu     |
| 2016 | Devi                                           | Raj Khanna            | Tamil    |
| 2016 | Abhinetri                                      | Raj Khanna            | Telugu   |
| 2016 | Tutak Tutak Tutiya                             | Raj Khanna            | Hindi    |
| 2017 | Kung Fu Yoga                                   | Randall               | Hindi    |
| 2018 | Paltan                                         | Bishen Singh          | Hindi    |
| 2018 | Simmba                                         | Durva Ranade          | Hindi    |
| 2019 | Kurukshetra                                    | Arjuna                | Canarés  |
| 2019 | Devi 2                                         | Raj Khanna            | Tamil    |
| 2019 | Abhinetri 2                                    | Raj Khanna            | Telugu   |
| 2019 | Sita                                           | Basavaraju            | Telugu   |
| 2021 | Alludu Adhurs                                  | Gaja                  | Telugu   |
| 2022 | Acharya                                        | Basava                | Telugu   |
| 2022 | Samrat Prithviraj                              | Chand Bardai          | Hindi    |
| 2023 | Thamilarasan                                   | Rana Prathap Singh    | Tamil    |
| 2023 | Fateh                                          |                       | Hindi    |